# Leon Windscheid

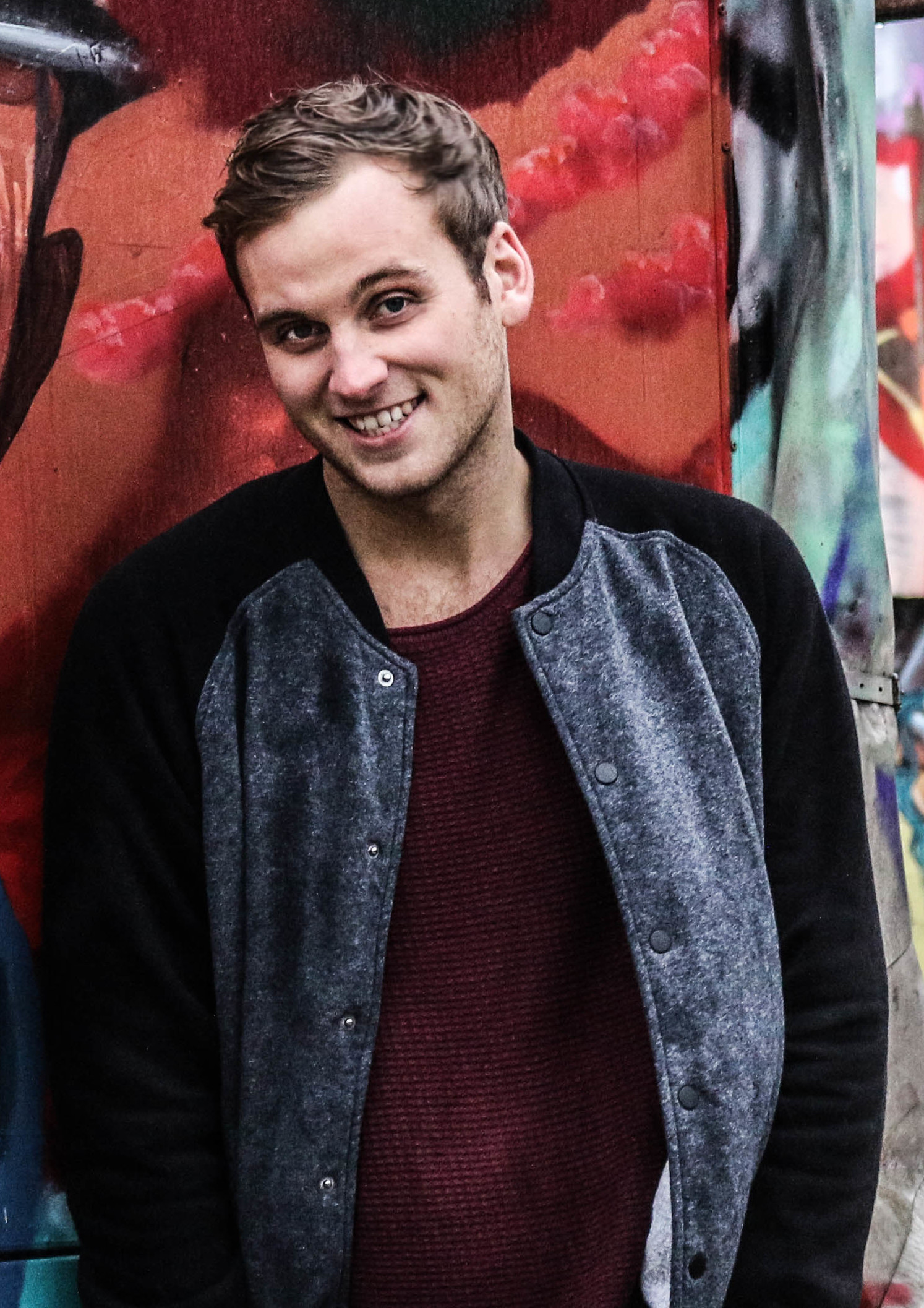
Leon Windscheid (2013)

Max Leon Windscheid (* 8. Dezember 1988 in Bergisch Gladbach) ist ein deutscher Psychologe, Autor und Unternehmer.

## Leben
Windscheid wurde als Sohn eines Lehrerehepaars im Bergisch Gladbacher Stadtteil Bensberg geboren und wuchs in Solingen auf, wo er das Gymnasium Vogelsang besuchte und 2008 sein Abitur mit 1,0 Durchschnitt ablegte. Anschließend studierte er Psychologie an der Universität Münster und schloss das Studium 2014 mit dem Master ab. Von 2015 bis 2017 promovierte Windscheid an der Universität Witten/Herdecke im Bereich der Wirtschaftswissenschaften zu Geschlechtervielfalt in Unternehmen und Frauen in höchsten Führungspositionen. Bereits 2007 war er als Eventmanager tätig.
Große mediale Aufmerksamkeit erreichte Windscheid, als er 2015 als elfter Kandidat bei Wer wird Millionär? den Hauptgewinn von einer Million Euro gewann. Er hatte dazu an drei Folgen der Sendung teilgenommen. Windscheid beschrieb dem Moderator Günther Jauch, wie er sich mit den Methoden der Psychologie auf die Aufregung im Studio vorbereitet habe. In der zweiten Folge gab Windscheid Jauch das Versprechen, mit dem Gewinn ein Schiff zu kaufen und nach dem Moderator zu benennen. Jauch sagte daraufhin zu, als Pate die Schiffstaufe zu übernehmen. 2016 löste Jauch sein Versprechen ein, seitdem betreibt Windscheid die MS Günther als Event- und Kulturlocation.
In seinem ersten Buch Das Geheimnis der Psyche – Wie man bei Günther Jauch eine Million gewinnt und andere Wege, die Nerven zu behalten beschreibt Windscheid alltagspsychologische Phänomene und seine Vorbereitung auf die Fernsehsendung. Windscheid ist erster Botschafter des jungen Mittelstandes des Bundesverband mittelständische Wirtschaft. Als Keynote-Speaker hält er regelmäßig Vorträge über wissenschaftliche und psychologische Themen in Unternehmen, Universitäten und Schulen. Im Herbst 2018 startete Windscheids erstes Bühnenprogramm Altes Hirn, neue Welt – Psychologie live.
Im Januar 2019 war Windscheid neben Horst Veith, Rolf Claessen und Fränzi Kühne in der Jury der täglichen Sat.1-Erfindershow Wie genial ist das denn?! zu sehen.
Windscheid veröffentlicht regelmäßig drei Podcasts zum Thema Psychologie. Im Podcast In extremen Köpfen trifft Windscheid Menschen, die Banken ausrauben, versuchen, sich zu Tode zu hungern, anderen ins Gesicht schießen oder über Jahre hinweg in Gefangenschaft leben müssen. Unter anderem spricht er mit Natascha Kampusch über Cyber-Mobbing und den Hass, den Kampusch nach ihrer Entführung bis heute erlebt. Mathias Grasel, der Rechtsanwalt von Beate Zschäpe im NSU-Prozess, spricht in Windscheids Podcast zum ersten Mal über zahlreiche Details aus dem Gerichtsverfahren und seiner Zusammenarbeit mit Zschäpe. Gemeinsam mit Atze Schröder gibt Windscheid den Podcast Betreutes Fühlen heraus. Außerdem veröffentlicht Windscheid zusammen mit dem WDR seit Februar 2021 den Podcast Besser so.
Windscheid war neben Jan Stroh und Ronald Tenholte einer von drei Millionengewinnern der Sendereihe Wer wird Millionär?, die im Zuge der COVID-19-Pandemie als „Millionärsjoker“ den bisherigen „Zusatzjoker“ ersetzten.
2021 und 2022 veröffentlichte das ZDF vier beziehungsweise sechs Folgen der Sendung Auf der Couch mit Windscheid als Moderator. Seit 2023 moderiert er auch einzelne Ausgaben des ZDF-Reportageformats Terra Xplore.
Zudem übernahm er im Rahmen der Elternzeitvertretung für Mai Thi Nguyen-Kim in der Sendung MaiThink X – Die Show die Moderation einer Folge und sprach über die geringere Lebenserwartung von Männern.

## Schriften
- Besser fühlen. Entdecke dich und die Geheimnisse deiner Gefühlswelten. Workbook. Rowohlt Verlag, Hamburg 2022, ISBN 978-3-499-01079-8
- Besser fühlen – Eine Reise zur Gelassenheit. Rowohlt Verlag, Hamburg 2021, ISBN 978-3-499-00377-6
  - Hörbuch (ungekürzt) beim Hörverlag, 2021, ISBN 978-3-8445-4362-9
- Das Geheimnis der Psyche. Ariston Verlag, München 2017, ISBN 978-3-424-20168-0
  - Hörbuch (gekürzt) bei Random House Audio, 2017, ISBN 978-3-8371-3841-2
  - Überarbeitete Taschenbuchausgabe unter dem Titel Hey Hirn! Warum wir ticken, wie wir ticken. Heyne Verlag, München 2018, ISBN 978-3-453-60491-9